# Claude Billard (homme politique)
Pour les articles homonymes, voir Claude Billard et Billard (homonymie).
Claude Billard, né le 27 octobre 1941 à Corquilleroy dans le Loiret, est un homme politique français ancien sénateur puis député et membre du Parti communiste français.

## Biographie
Claude Billard est monteur câbleur en électronique de formation. Dirigeant communiste, il succède à Charles Lederman en 1995 à la candidature aux élections sénatoriales dans le Val-de-Marne. Il reste sénateur pendant deux ans.
Il se présente aux élections législatives en 1997 et remporte le scrutin dans la onzième circonscription du Val-de-Marne, laissant sa place au Palais du Luxembourg à sa suppléante Odette Terrade. À l'assemblée, il siège de 1997 à 2002 dans la « Commission de la production et des échanges » ainsi qu'en 1998 dans la « Commission d'enquête sur Superphénix et la filière des réacteurs à neutrons rapides ». Lors des élections législatives de 2002, il se représente dans sa circonscription mais est battu par le socialiste Jean-Yves Le Bouillonnec.

## Mandats électifs
- Sénateur du Val-de-Marne de 1995 à 1997.
- Député de la onzième circonscription du Val-de-Marne de 1997 à 2002.